# 凝蹄玉属
DISPLAYTITLE

擬蹄玉（学名：Pseudolithos），为夹竹桃科的一个属，多年生肉质植物。属名来自拉丁语的Pseudo-“伪”和lithos-“石”，字面意思就是假的石头。本屬物種原生於索馬利亞、葉門及阿曼，由瑞士植物學家Peter René Oscar Bally在1965年首先描述。

## 下属物种
本属包括以下物种：
- 蛇頭擬蹄玉 Pseudolithos caput-viperae
- 方型擬蹄玉 Pseudolithos cubiformis ，方擬蹄玉
- 擬蹄閣 Pseudolithos dodsonianus
- 圓柱型擬蹄玉 Pseudolithos eylensis
- Pseudolithos harardheranus
- Pseudolithos mccoyi
- Pseudolithos migiurtinus 常見的擬蹄玉，分布于索马里东北部
- 球型擬蹄玉 Pseudolithos sphaericus